# あかつき本社
株式会社あかつき本社（あかつきほんしゃ、英：Akatsuki Corp.）は、東京都中央区に本社を置く金融に関する持株会社である。2016年7月1日付であかつきフィナンシャルグループ株式会社から商号変更した。
当社の主要子会社であるあかつき証券株式会社（旧・黒川木徳証券）についても記述する。

## 沿革

### 黒川証券・木徳証券 → 黒川木徳証券
- 1878年 黒川幸七商店設立
- 1882年 木村徳兵衛商店設立
- 1918年 黒川幸七商店が黒川商店に社名変更
- 1942年 木村徳兵衛商店証券部設置
- 1947年 木村徳兵衛商店証券部が木徳証券に改組
- 1967年 黒川商店が黒川証券に社名変更
- 1977年 黒川証券と木徳証券が対等合併し、黒川木徳証券となる

### 洸陽フューチャーズ → 大洸ホールディングス
- 1950年9月14日　木谷商事設立
- 1990年4月1日　洸陽フューチャーズに社名変更。
- 2003年2月26日　大阪証券取引所第二部に上場
- 2004年6月 黒川木徳証券を子会社化
- 2005年10月3日　持株会社化に伴い大洸ホールディングス株式会社に商号変更。洸陽フューチャーズ株式会社を大洸ホールディングスの100%子会社として新設。
- 2007年3月23日　アエリアとの資本提携を開始
- 2007年7月　洸陽フューチャーズ株式会社がさくらフューチャーズ株式会社を吸収合併し、株式会社さくらフィナンシャルサービシズに商号変更。

### 黒川木徳フィナンシャルホールディングス
- 2007年9月1日　黒川木徳フィナンシャルホールディングス株式会社に商号変更。
- 2007年11月14日　株式会社さくらフィナンシャルサービシズと株式会社あおばフィナンシャルパートナーズの商品先物取引業2社（両社とも2008年に自主廃業）を株式会社IMCに売却して、商品先物取引業から撤退する。
- 2008年7月1日 本店を大阪市中央区から東京都港区へ移転
- 2008年8月26日 アエリアの所有する黒川木徳フィナンシャルホールディングスの株式を、アエリア子会社のクレゾーに譲渡
- 2010年2月12日 クレゾーの第三者割当増資により、実質的親会社がアエリアからトランスパシフィック・アドバイザーズに変更
- 2010年3月 本店を東京都中央区に移転。
- 2010年10月1日 クレゾーを吸収合併。黒川木徳証券を株式交換により完全子会社化。トランスパシフィック・アドバイザーズが議決権割合低下により親会社でなくなる。

### あかつきフィナンシャルグループ
- 2011年8月1日 あかつきフィナンシャルグループ株式会社に商号変更。これに伴い、黒川木徳証券はあかつき証券に社名変更。
- 2013年7月16日 大阪証券取引所と東京証券取引所の現物株市場統合に伴い、東京証券取引所第二部に上場。

### あかつき本社
- 2016年7月1日 株式会社あかつき本社に商号変更。
- 2016年12月26日 あかつき証券が中泉証券を吸収合併[1]。